# Zespół Isaacsa-Mertensa
Zespół Isaacsa-Mertensa (ang. Isaacs-Mertens syndrome, episodic ataxia type 1, EA1) – rzadka choroba układu nerwowego, objawiająca się miokimiami i ataksją, spowodowana mutacjami w genie KCNA1 w locus 12p13. Jednostkę chorobową opisał jako pierwszy H. Isaacs w 1961 roku.